# David und Goliath (Film)
David und Goliath (Originaltitel: David e Golia) ist eine italienische Bibelverfilmung aus dem Jahr 1960. Der von der Kritik wenig begeistert aufgenommene Film startete in deutschen Kinos am 13. Mai dieses Jahres.

## Handlung
Im Wesentlichen folgt der Film der biblischen Geschichte. Sie spielt rund 1.000 Jahre vor Christi Geburt. Samuel verflucht vor den Israeliten den regierenden, schwermütig gewordenen König Saul und prophezeit, dass er bald von einem jungen Mann abgelöst werde, der über außergewöhnliche Fähigkeiten verfüge und mit Weisheit gesegnet sei. Auf Gottes Wunsch hin begibt sich Samuel in das Haus, in dem der Hirte David wohnt, und salbt ihn heimlich zum nächsten König. Sofort spürt der junge Mann das göttliche Wirken in sich. 
Das ganze Volk Israel bewundert David, weil dieser nur mit der Kraft seiner Hände einen Bären und einen Löwen erlegt hat. Daraufhin wird er von König Saul als Ratgeber an seinen Hof gerufen, wo er bald Freundschaft mit dessen Sohn Jonathan und seiner Schwester Michal schließt. Diese ist dem neuen Höfling in Liebe zugetan. Als wieder einmal ein Krieg zwischen Israel und den Philistern ausbricht, wächst bei den Israeliten die Verzweiflung, weil der Feind einen riesigen Kerl namens Goliath in seinen Reihen hat. Die Krieger Sauls fordert er zum Kampf heraus und tötet sie alle. Da fordert Abner, der Erste Minister im Staat, David auf, selbst den Kampf gegen den Hünen aufzunehmen. Sein geheimer Wunsch ist dabei, der von ihm gehasste David möge zu Tode kommen.
Als sich auf dem Schlachtfeld die beiden Kontrahenten gegenüberstehen, versucht David, den Riesen mit Worten zu besänftigen, was ihm zunächst auch gelingt. Doch dann zieht der Kleinere blitzschnell sein Schwert und setzt es seinem Gegner an die Kehle. Dem bleibt nichts anderes übrig, als um Gnade zu winseln. Sogleich wechselt David die Kampfesart: Nur mit einer Schleuder bewaffnet tritt er Goliath entgegen. Den trifft unvermutet ein Stein an der Schläfe, und er sinkt tot zu Boden. David kostet seinen Triumph aus, indem er mit seinem Schwert dem Toten den Kopf abschlägt. Die Philister sind bestürzt. Unter Davids Führung gelingt es den Israeliten, dem Feind eine vernichtende Niederlage zuzufügen.
Saul ernennt David zu seinem neuen Heerführer. Neben Michal fühlt sich nun auch Sauls älteste Tochter Ribecha, die Geliebte Abners, von dem neuen Helden angezogen. Daher verstärkt Abner seine Bemühungen, David vor Saul schlechtzumachen, was ihm schließlich auch gelingt. Je mehr aber Saul fühlt, dass ihn allmählich die Kräfte verlassen, desto mehr wächst sein Hass auf David. Ribecha, die von ihm zurückgewiesen worden ist, sinnt auf Rache und verbreitet schlimme Gerüchte über den jungen Mann. Während David bei Michal ist, will Saul ihn mit einer Lanze durchbohren. David aber kann das Attentat abwenden.
Vor der Ratsversammlung verspricht Saul seinem Heerführer, er werde ihm die Hand seiner jüngsten Tochter geben, falls es ihm gelingen sollte, 100 Philister zu töten. Damit aber will er David nur in ein lebensgefährliches Unternehmen stürzen. Mit ein paar Freunden dringt David ins Lager der Philister ein und tötet sogar 200 von ihnen. Michal und David können nun die Ehe miteinander eingehen.

## Kritik
„Der Stil des Films orientiert sich ausschließlich zum optisch sinnfälligen Schlachten- und Kulissengemälde. In gleichem Maße, wie der Schwulst unschöner Mammutdekorationen mit sichtlichem Vergnügen aufgetragen wird, entgleitet den Regisseuren (…) die Führung der Schauspieler.“

„Die Geschichte von David und Goliath in einem italienischen Bibelfilm mit groß hervorgekehrter Schau- und Unterhaltungsnote, kaum ernstzunehmen und nicht ohne naive Kuriositäten. So ist Saul teils grimmiger Bösewicht, teils unentschlossen, dekadent und ohne Spur von Aktivität; dann plötzlich rettet er David das Leben und gibt ihm seine Tochter zur Frau. David wiederum sieht aus wie ein halbentkleideter amerikanischer Fürsorgezögling mit Trotzmiene.“